# (31562) 1999 FU6
(31562) 1999 FU6 est un astéroïde de la ceinture principale découvert en 1999.

## Description
(31562) 1999 FU6 a été découvert le 19 mars 1999 au Centre de recherches en géodynamique et astrométrie (CERGA), à Caussols en France, par le projet scientifique européen OCA-DLR Asteroid Survey (ODAS).

### Caractéristiques orbitales
L'orbite de cet astéroïde est caractérisée par un demi-grand axe de 2,34 ua, un périhélie de 2,16 ua, une excentricité de 0,07 et une inclinaison de 3,22° par rapport à l'écliptique. Du fait de ces caractéristiques, à savoir un demi-grand axe compris entre 2 et 3,2 ua et un périhélie supérieur à 1,666 ua, il est classé, selon la JPL Small-Body Database, comme objet de la ceinture principale.

### Caractéristiques physiques
(31562) 1999 FU6 a une magnitude absolue (H) de 15,7 et un albédo estimé à 0,319.